# Castellers de Badalona

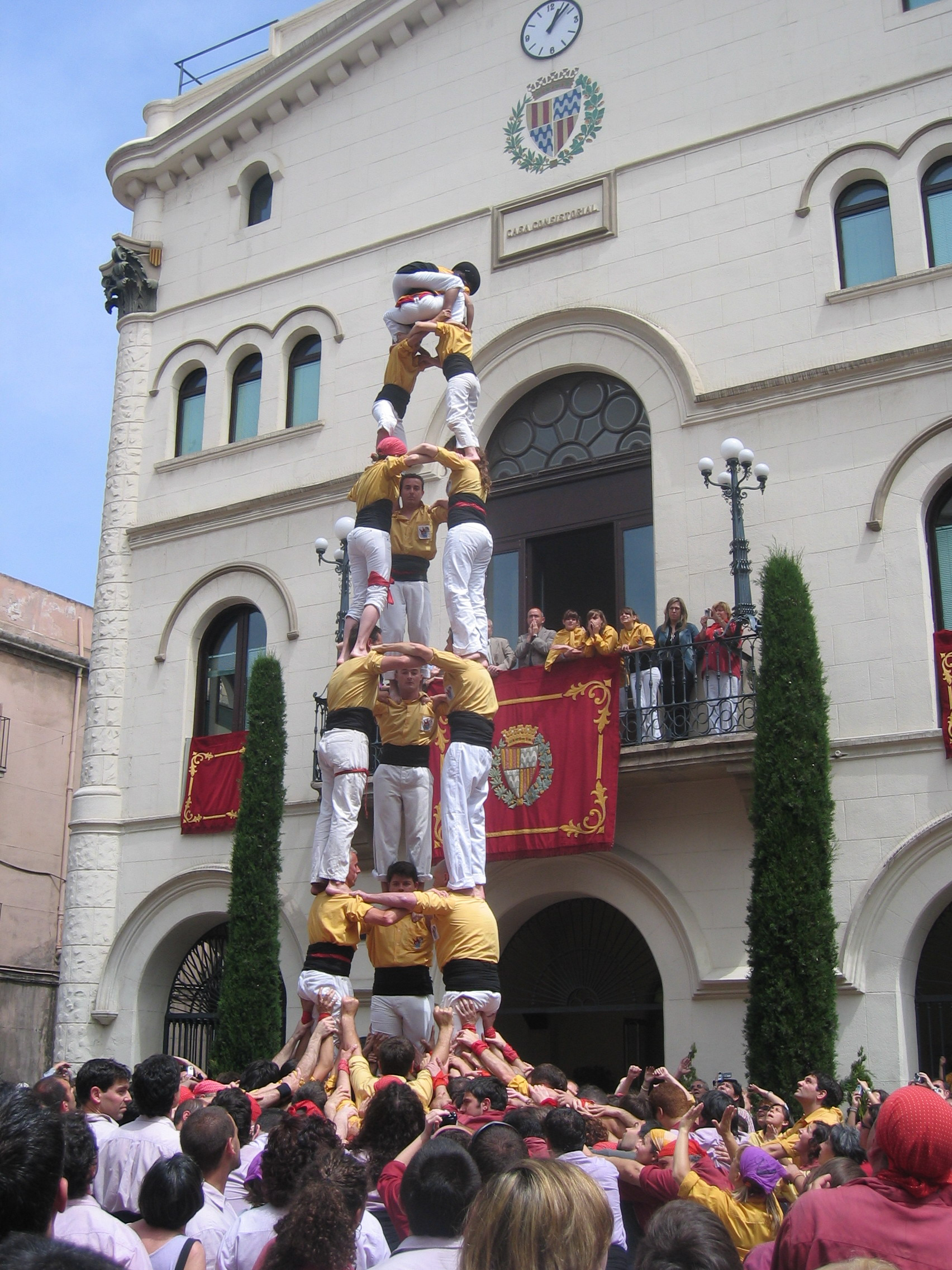
3 de 7 dels Castellers de Badalona

Els Castellers de Badalona són una colla castellera de Badalona nascuda el 6 de març de l'any 1997. El castells més importants assolits per la colla són el 4 de 8, el 2 de 7, el 5 de 7, el 7 de 7, el 3 de 7 amb l'agulla i el 4 de 7 amb l'agulla.

## Història

### Naixement de la colla
La colla castellera de Badalona fa les seves primeres passes el 6 de març de 1997. Arran d'una convocatòria de l'Associació Festa Nacional dels Països Catalans es reuneixen al Centre Cívic de Dalt la Vila una cinquantena de persones amb l'objectiu de crear una colla castellera.
Poc després comencen els assajos al centre cívic de Dalt la Vila, i no és fins al 15 de novembre d'aquell 1997 que els Castellers de Badalona fan la seva primera actuació pública. I ho fan amb pantalons i camisa blanca, que identifica una colla principiant. En aquella primera aparició es realitza el pilar de quatre caminat.

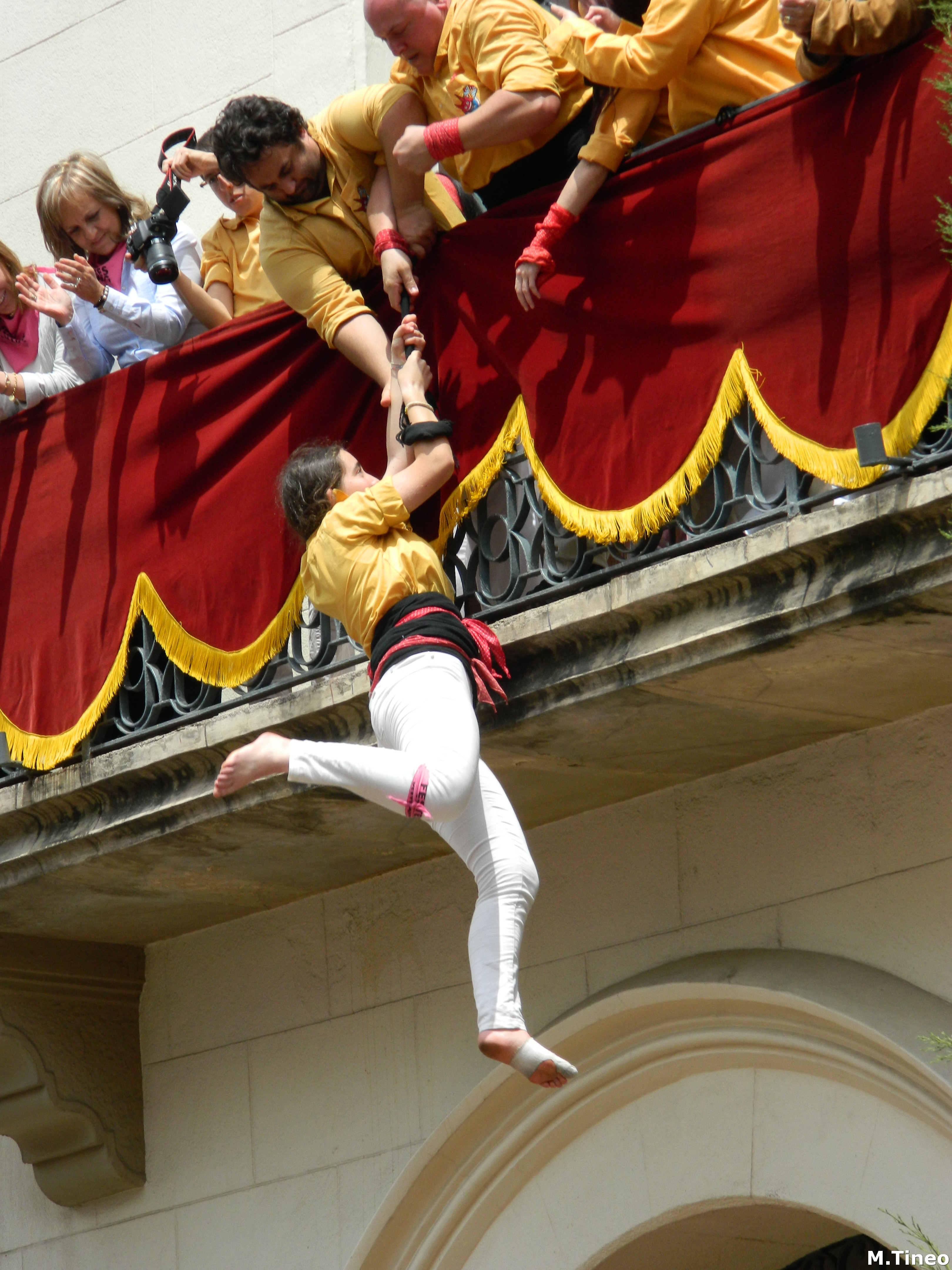
Aixecadora accedint a l'Ajuntament de Badalona després d'un pilar al balcó.

El 17 de maig de 1998, en el marc de les Festes de Maig de Badalona, fan la seva presentació estrenant camisa i escut i apadrinats pels Castellers de Montcada i Reixac. És a partir d'aquí que comença oficialment la història d'una colla castellera a Badalona.

## Camisa i escut
La camisa i l'escut d'una colla castellera són els seus elements identificatius. Quan el 1997 es decidien aquestes dues característiques per la futura colla es van voler triar símbols ben badalonins. La camisa escollida va ser de color micaco, paraula que a Badalona serveix per identificar el que arreu es coneix per nespra. L'escut havia d'ensenyar els elements representatius de la ciutat: la bandera catalana i les tres barres ondulades. Així l'enxaneta d'un pilar de dimonis fa l'aleta amb l'escut heràldic a la mà, un dimoni com el que cada vigília de Sant Anastasi crema a la platja de la ciutat, l'acte central de les Festes de Maig.

## Millors actuacions
1. XXVI Concurs de Castells, 25 de setembre del 2016, Torredembarra: 4de8, 5de7, 7de7, Vano de 5.[10][11]
2. Festa Major de Sant Cristòfol, 8 de juliol del 2012, Plaça de la Vila, Premià de Mar: Pde4 cam, 5de7, 2de7, 4de7p, Vano de 5[4]
3. XXVI Diada dels Castellers de Badalona, 12 de novembre del 2023, Badalona: pd4 caminant, id3d7p, 3d7p, id2d7, 2d7, 5de7, Vd5, pd4.[12]